# Sami Hill
Samantha Hill, detta Sami (Brooklyn, 22 novembre 1994), è una cestista canadese.

## Carriera
Con il Canada ha disputato i Campionati mondiali del 2022 e quattro edizioni dei Campionati americani (2017, 2019, 2021, 2023).